# Robert Eitner
Robert Eitner (Breslau, avui Wroclaw, 22 d'octubre de 1832 – Templin, 2 de febrer de 1905), fou un musicòleg i compositor alemany.
A Templin va fer els estudis sota la direcció d'en Moritz Brosig, el 1853 marxà vers Berlín, on es distingí com a compositor de peces per a piano, i des de 1863 restà dedicat a l'ensenyança. El 1869resucità, amb Commer la Societat d'Investigació Musical, publicant des d'aquella data el Monatsfrette für Musikgeschichte. Els treballs d'història d'Eitner es troben, en la seva major part, en les seves obres; publicà, a més, una sèrie d'obres bibliogràfiques, com: Verzeichnis neuer Ausgaben alter Musikwerke, (Berlín, 1871), Bibliographie der Musiksammelwerke des 16 und 17 Jahrhund (Berlín, 1877), i, especialment, Biographisch-bibliographische Quellenlexikon der Musiker und Musikgelehstein bis zur Mitte des 19 Jahrhunderts (Leipzig, 1900/03).
Com a compositor se li deuen un Stabat, una Cantata per a Pentecosta, una obertura per a El Cid, un oratori escènic, Judith, i diversos lieder.